# Koszykówka na Igrzyskach Małych Państw Europy 2013
Koszykówka na Igrzyskach Małych Państw Europy 2013 – zawody koszykarskie w ramach rozgrywanych w Luksemburgu igrzysk małych krajów, odbyły się w dniach 28 maja–1 czerwca w Stade Josy Barthel w Luksemburgu). 

## Rezultaty

### Klasyfikacja medalowa
Legenda
     Na niebiesko zaznaczono gospodarza igrzysk
| Poz.    | Kraj       | Złoto | Srebro | Brąz | Razem |
| 1       | Luksemburg | 1     | 1      | 0    | 2     |
| 2       | Cypr       | 1     | 0      | 1    | 2     |
| 3       | Islandia   | 0     | 1      | 1    | 2     |
| Łącznie | Łącznie    | 2     | 2      | 2    | 6     |

### Triumfatorzy
| Konkurencja | Złoto      | Srebro     | Brąz     |
| Mężczyźni   | Cypr       | Luksemburg | Islandia |
| Kobiety     | Luksemburg | Islandia   | Cypr     |